# Ângelo Goulart Villela
Ângelo Goulart Villela é um procurador da República do Ministério Público Federal (MPF). Em 2017 foi preso preventivamente pela Polícia Federal a pedido do próprio MPF, na Operação Patmos ao ser citado em gravações de Joesley Batista, no âmbito da delação premiada do grupo JBS, suspeito de vazar informações de investigações em troca de propina. O mandado de prisão foi cumprido na Procuradoria-Geral Eleitoral (PGE), em Brasília.

## Biografia
Graduado em Direito pela Universidade Candido Mendes (UCAM) no Rio de Janeiro em 2003; membro do Ministério Público Federal (procurador da República); Procurador-Chefe da Procuradoria da Republica em Roraima no período de 2009 a 2013, procurador Regional Eleitoral em Roraima no período de 2009 a 2011, foi Diretor de Assuntos Legislativos da Associação Nacional de Procuradores da República, sendo afastado da entidade ao ser preso pela PF.
Goulart atuava na Operação Greenfield mas após sua prisão teve a participação revogada na força-tarefa do caso, que apura suspeitas de irregularidades em quatro dos maiores fundos de pensão do país.
Em 18 de maio de 2017, a Associação Nacional dos Procuradores da República (ANPR) afastou de sua diretoria o procurador Ângelo Goulart Villela, suspeito de negociar propina para vazar informações de investigações sobre a JBS. Villela comandava a Diretoria de Assuntos Legislativos da entidade. Em 5 de junho de 2017, o MPF denunciou-o por corrupção por tentar embaraçar o procedimento de delação premiada e investigações envolvendo o grupo J&F, controlador da JBS. Ângelo está preso no Complexo Penitenciário da Papuda. Após sua prisão Ângelo foi solto por ordem da Segunda Turma do Supremo Tribunal Federal (STF).   

Ângelo Goulart Villela fica suspenso do exercício da função de procurador, mas poderá manter oe.947,55. Ele também fica impedido de entrar nas dependências do Ministério Público e de manter contato com os demais investigados. O procurador deverá ficar em recolhimento domiciliar no período noturno e não poderá viajar sem pedir permissão da Ji ocupa. Ele poderá seguir advogado.  . 

## Publicações
- VILLELA, A. G. . Art. 1, I , alínea "h" da Lei Complementar n. 64/90 - Inelegibilidade por abuso do exercício da função pública à luz da jurisprudência do Tribunal Superior Eleitoral. In: ASSOCIAÇÃO NACIONAL DOS PROCURADORES DA REPÚBLICA - ANPR. (Org.). Pontos Controvertidos sobre a Lei da Ficha Limpa. 1ed.Belo Horizonte: Editora Del Rey LTDA, 2016, v. , p. 53-62.
- VILLELA, A. G. . "Leis que mudam muito e juízes que ficam pouco: reflexões sobre Direito Intertemporal e segurança jurídica no Direito Eleitoral". In: Tarcísio Vieira de Carvalho Neto; Telson Luís Cavalcante Ferreira. (Org.). Direito Eleitoral. Aspectos materiais e processuais, 1ed.Ribeirão Preto - São Paulo: Editora Migalhas, 2016, v. 1, p. 117-134.
- VILLELA, A. G. . Inelegibilidades e pontos controvertidos, 2016.
- VILLELA, A. G. . Delação premiada como instrumento eficaz de obtenção de prova no combate ao crime organizado, 2016.
- VILLELA, A. G. . O lícito e o ilícito no dinheiro da campanha eleitoral, 2015.
- VILLELA, A. G. . Movimentos políticos, democracia e Estado de Direito no Brasil, 2015.